# Ендотеліальна ліпаза
| 10         |  | 20         |  | 30         |  | 40         |  | 50         |
| ---------- |  | ---------- |  | ---------- |  | ---------- |  | ---------- |
| MSNSVPLLCF |  | WSLCYCFAAG |  | SPVPFGPEGR |  | LEDKLHKPKA |  | TQTEVKPSVR |
| FNLRTSKDPE |  | HEGCYLSVGH |  | SQPLEDCSFN |  | MTAKTFFIIH |  | GWTMSGIFEN |
| WLHKLVSALH |  | TREKDANVVV |  | VDWLPLAHQL |  | YTDAVNNTRV |  | VGHSIARMLD |
| WLQEKDDFSL |  | GNVHLIGYSL |  | GAHVAGYAGN |  | FVKGTVGRIT |  | GLDPAGPMFE |
| GADIHKRLSP |  | DDADFVDVLH |  | TYTRSFGLSI |  | GIQMPVGHID |  | IYPNGGDFQP |
| GCGLNDVLGS |  | IAYGTITEVV |  | KCEHERAVHL |  | FVDSLVNQDK |  | PSFAFQCTDS |
| NRFKKGICLS |  | CRKNRCNSIG |  | YNAKKMRNKR |  | NSKMYLKTRA |  | GMPFRVYHYQ |
| MKIHVFSYKN |  | MGEIEPTFYV |  | TLYGTNADSQ |  | TLPLEIVERI |  | EQNATNTFLV |
| YTEEDLGDLL |  | KIQLTWEGAS |  | QSWYNLWKEF |  | RSYLSQPRNP |  | GRELNIRRIR |
| VKSGETQRKL |  | TFCTEDPENT |  | SISPGRELWF |  | RKCRDGWRMK |  | NETSPTVELP |
|            |  |            |  |            |  |            |  |            |

A: Аланін

C: Цистеїн

D: Аспарагінова кислота

E: Глутамінова кислота

F: Фенілаланін

G: Гліцин

H: Гістидин

I: Ізолейцин

K: Лізин

L: Лейцин

M: Метіонін

N: Аспарагін

P: Пролін

Q: Глутамін

R: Аргінін

S: Серин

T: Треонін

V: Валін

W: Триптофан

Ендотеліальна ліпаза (англ. Lipase G, endothelial type) — білок, який кодується геном LIPG, розташованим у людей на довгому плечі 18-ї хромосоми. Довжина поліпептидного ланцюга білка становить 500 амінокислот, а молекулярна маса — 56 795. Це різновид ліпаз, що секретуються ендотеліальними клітинами в печінці, легенях, плаценті, але не експресується в скелетній мускулатурі. Вперше даний фермент був описаний в 1999 році.
Кодований геном білок задіяний у таких біологічних процесах, як метаболізм та деградація ліпідів. Білок має сайт для зв'язування з молекулою гепарину. Секретований назовні.

## Функція
Ендотеліальна ліпаза бере участь у регуляції метаболізму ліпопротеїнів, переважно ліпопротеїнів високої щільності та холестеролу у людей та деяких тварин. Також ендотеліальна ліпаза бере участь в судинній біології: показано формування молекулярних зв'язків між ендотеліальними клітинами та ліпопротеїнами через зв'язки з гепариновими сульфатними протеогліканами, що призводить до підвищення клітинного накопичення ліпопротеїнів та адгезії моноцитів і таким чином відігравати певну роль в розвитку атеросклерозу.